# Aldeanueva de San Bartolomé
Pour les articles homonymes, voir Aldeanueva.
Aldeanueva de San Bartolomé est une commune d'Espagne de la province de Tolède dans la communauté autonome de Castille-La Manche.

## Géographie
Cette commune se situe dans une vallée au nord-est d'une coline appelée El Castrejón dans le canton de La Jara, entre la chaîne montagneuse de La Estrella (au nord-est), celle de La Nava (à l'est) et celle de Altamira (au sud).
Aldeanueva de San Bartolomé est contigue à Villar del Pedroso, dans la province de Caceres, La Estrella et Mohedas de la Jara dans la province de Tolède.

## Administration
| Période                                  | Période | Identité | Étiquette | Qualité |
| ---------------------------------------- | ------- | -------- | --------- | ------- |
|                                          |         |          |           |         |
| Les données manquantes sont à compléter. |         |          |           |         |